# City State 2
City State 2 - Il sangue dei giusti (Borgríki 2) è un film poliziesco del 2014 del regista Olaf de Fleur, seguito di City State (2011).

## Trama
Per abbattere una grande organizzazione criminale, l’ambizioso capo dell’unità degli affari interni della polizia di Reykjavík decide di investigare su un tenente corrotto dopo la soffiata di un ex boss ormai in carcere. Per spiare il tenente, gli mette accanto come assistente una ex poliziotta della narcotici e dà inizio a una pericolosa indagine, che esula dai soliti metodi conosciuti e che dovrebbe condurre anche all'arresto di un signore della droga.